# Tulipa undulatifolia
Tulipa undulatifolia är en liljeväxtart som beskrevs av Pierre Edmond Boissier. Tulipa undulatifolia ingår i släktet tulpaner, och familjen liljeväxter. Inga underarter finns listade.